# Sultan Naga Dimaporo
Sultan Naga Dimaporo est une localité de la province de Lanao du Nord, aux Philippines. En 2015, elle compte 56 764 habitants.